# Goryphus flavorbitalis
Goryphus flavorbitalis là một loài tò vò trong họ Ichneumonidae.